# Shauntay Hinton
Shauntay Hinton (Starkville, Misisipi, 26 de febrero de 1979) es una reina de belleza y modelo de los Estados Unidos, y ganadora del Miss USA 2002 y representó a los Estados Unidos en Miss Universo 2002 sin haber clasificado.

## Certamen
Hinton representó al Distrito de Columbia en el certamen de Miss USA 2002 celebrado en Gary, Indiana el 28 de febrero de 2002 donde se convirtió en la tercera afroamericana en ganar el título de Miss USA.